# 波蘭—立陶宛戰爭
波兰立陶宛战争是一场发生于一战后新独立的波兰与立陶宛之间的军事冲突。这场战争与波苏战争相关，主要发生于维尔纽斯与苏瓦尔凯地区。关于这场战争的具体开始时间和结束时间目前尚存争议，波兰和立陶宛之间对这场战争的认知也有较大差异。波兰方面认为波兰立陶宛战争是波苏战争的一部分，仅从1920年9月持续至同年10月；而立陶宛方面认为这场战争是立陶宛独立战争的一部分，从1919年春一直持续至1920年10月。
1919年4月，刚获得独立不久的波兰开进维尔纽斯。此时，立陶宛也正与苏联处于战争状态，因此并未放弃与同样与苏联处于战争中的波兰进行谈判。但此后因波兰希望立陶宛加入海间联邦而立陶宛方面认为加入该联邦会损害立陶宛主权而拒绝，最终导致波兰与立陶宛两方开战。这场战争最后以波兰强占维尔纽斯与苏瓦尔凯地区告终。